# Nell'erba alta
Nell'erba alta (In the Tall Grass) è un racconto scritto da Stephen King e dal figlio Joe Hill, pubblicato in America in due parti sulla rivista Esquire nel 2012 e in Italia da Sperling & Kupfer nel 2013, è anche presente nell'edizione italiana dell'antologia A Tutto Gas di Joe Hill.

## Trama
Cal e Becky DeMuth, fratello e sorella, stanno guidando nel Kansas durante un viaggio cross-country. Quando sentono richieste di aiuto provenienti da un vasto campo di erba alta ai bordi della strada, si fermano per indagare e si perdono. Si avvicinano sempre più, ma si accorgono che le voci si fanno sempre più lontane.

## Adattamento cinematografico
Il regista canadese Vincenzo Natali scriverà e dirigerà l'adattamento cinematografico del racconto. Queste le sue dichiarazioni: "Chi avrebbe pensato che l'erba potesse fare paura? Stephen King e Joe Hill hanno trovato il modo di farlo. Hanno trasformato un altrimenti innocuo campo del Kansas nello scenario di una delle fiction horror più inquietanti che abbia mai letto". Quanto alla trama, ha aggiunto "Quando vanno ad aiutare il ragazzo, scoprono che sono in azione strane forze. Lo spazio è distorto: un minuto prima sono insieme e quello successivo sono lontani chilometri. Il campo è un indescrivibile labirinto dal quale non c'è via d'uscita. In poco tempo perdono tutto quello che possiedono e si perdono a vicenda. Ma non sono soli..."